# Мікроцефалія
Мікроцефалі́я (від  μικρός — маленький і κεφαλή — голова) — медичний стан, при якому головний мозок не розвивається належним чином, внаслідок чого розмір голови є меншим від нормального. Мікроцефалія може бути вродженою або розвинутися в перші кілька років життя. На сьогодні немає достовірних тестів, за допомогою яких можна було б заздалегідь виявити цю патологію, але ультразвукове дослідження мозку плода в третьому триместрі вагітності іноді може виявити цю проблему.
Мікроцефалія супроводжується розумовою недостатністю — від нерізко вираженої імбецильності до ідіотії. Люди з мікроцефалією часто мають знижену рухову функцію, погано розмовляють. Мікроцефалія може супроводжуватися аномальними рисами обличчя, судомами та карликовістю. Спостерігається мікроцефалія рідко, в середньому 1 випадок на 6-8 тисяч народжень.
Визначають мікроцефалію вимірюванням окружності голови, і якщо вона на два стандартних відхилення менша від окружності середньої для даного віку та статі, це свідчить про мікроцефалію, хоча деякі науковці вважають, що окружність голови має бути на три стандартних відхилення меншою від середньої для даного віку та статі.
Немовлята з мікроцефалією народжуються з нормальним або зі зменшеним розміром голови. Згодом голова не росте, а обличчя розвивається зі звичайною швидкістю, тому дитина має маленьку голову з виступаючим лобом, а також пухкою, часто зморщеною шкірою голови. У міру дорослішання часто починають проявлятися недостатня вага та карликовість. Розвиток рухових функцій та мови може затримуватися. Гіперактивність та інтелектуальна недостатність є загальними явищами, хоча їх ступінь різниться. Поширеними є судоми. Рухова здатність варіюється, починаючи незграбності в одних і закінчуючи спастичною квадриплегією в інших.

## Причини мікроцефалії
Як правило, мікроцефалія обумовлена зменшенням розміру людського мозку, зокрема кори головного мозку, і цей стан може виникнути під час ембріонального та внутрішньоутробного розвитку через недостатню проліферацію клітин або загибель нервових стовбурових клітин чи нейронів, порушення нейрогенезу або його передчасність, можливе і поєднання цих факторів.
Мікроцефалію часто спричиює порушення формування головного мозку на ранніх стадіях вагітності внаслідок генних, хромосомних і геномних мутацій, дії радіації, алкоголю, деяких ліків, внутрішньоутробних інфекцій — таких, як краснуха, цитомегаловірусна інфекція, токсоплазмоз, сифіліс та, ймовірно, хвороба, яку спричинює вірус Зіка У багатьох випадках причину виявити не вдається.

### Мікроцефалія, що розвивається в пренатальний період
1. Ізольована:

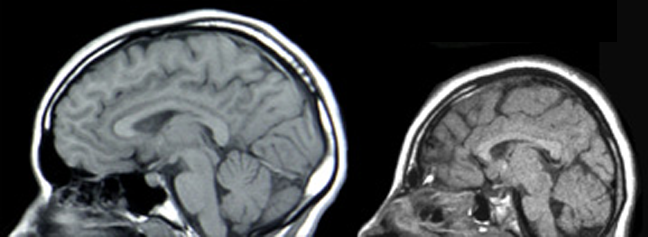
Мікроцефалія. Порівняння МРТ здорової людини (ліворуч) і хворого на мікроцефалію через генетичну мутацію

- Сімейна (аутосомно-рецесивна) мікроцефалія[13]
- Автосомно-домінантна мікроцефалія[14][15]
- Х-пов'язана мікроцефалія.

2. Пов'язана з геномними мутаціями, зокрема:
- Трисомія по 21 парі хромосом (синдром Дауна);
- Трисомія по 18 парі хромосом (синдром Едвардса);
- Трисомія по 13 парі хромосом (синдром Патау).

3. Пов'язана з хромосомними мутаціями (делеції генів), зокрема:
- Синдром котячого крику (Делеція 5p);
- Делеція 4р (Синдром Вольфа — Гіршхорна);
- Делеція 22q11 (Синдром Ді Георга);
- Делеція 7q11.23 (синдром Вільямса);
- Синдром Прадера-Віллі, тощо;

4. Пов'язана з генними мутаціями, зокрема:
- Синдром Сміта — Лемлі — Опіца
- Синдром Секкеля
- Синдром Корнелії де Ланге
- Голопрозенцефалія
- Первинна мікроцефалія 4[16]
- Синдром Відемана-Штейнера

5. Спричинена деякими хворобами, такими як:
- Ішемічний інсульт[17]
- Геморагічний інсульт[17]
- Смерть монозиготного близнюка

6. Спричинена інфекціями, що передаються вертикально, такими як:
- Вроджена цитомегаловірусна інфекція[18]
- Токсоплазмоз[18]
- Краснуха[18]
- Вітряна віспа[19]
- Кір
- Хвороба, яку спричинює вірус Зіка

7. Зумовлена дією токсичних речовин, таких як етанол (фетальний алкогольний синдром)
8. Пов'язана зі станом здоров'я матері, може розвиватися внаслідок:
- Дії радіаційного опромінення на організм матері
- Недоїдання матері[18]
- Материнської фенілкетонурії[18]
- Погано контрольованого гестаційного цукрового діабету
- Гарячки
- Гіпотиреозу у матері

9. Також може виникати внаслідок:
- Плацентарної недостатньості
- Краніосиностозу

### Мікроцефалія, що розвивається в постнатальний період
1. Пов'язана з делецією гена (синдром Міллера — Дікера (17p13.3 делеція)
2. Пов'язана з генними мутаціями, такими як:
- Синдром Ретта (переважно у дівчат)
- Синдром Неймегена
- Х-пов'язана лісенцефалія з аномальними статевими органами
- Синдром Айкарді — Гутьєра
- Атаксія телеангіектазії
- Синдром Коена
- Синдром Кокейна

3. Спричинена вродженими порушеннями обміну речовин, такими як: порушення глікозилювання, мітохондріальні та пероксисомні розлади, дефекти транспортера глюкози,хвороба Менкеса, порушення обміну амінокислот, органічна ацидемія.
4. Пов'язана з пошкодженнями, спричиненими зокрема:
- Черепно-мозковими травмами[25]
- Гіпоксично-ішемічною енцефалопатією[18]
- Ішемічним інсультом[17]
- Геморагічним інсультом

5. Спричинена інфекційними хворобами, такими як:
- Вроджена ВІЛ-енцефалопатія[26]
- Менінгіт[27]
- Енцефаліт[28]
- Менінгоенцефаліт

6. Спричинена хронічною нирковою недостатностю.
7. Обумовлена депривацією, внаслідок:
- Гіпотиреозу[29]
- Анемії[30]
- Вродженої вади серця або сукупністю вад[31]
- Недоїдання[32]

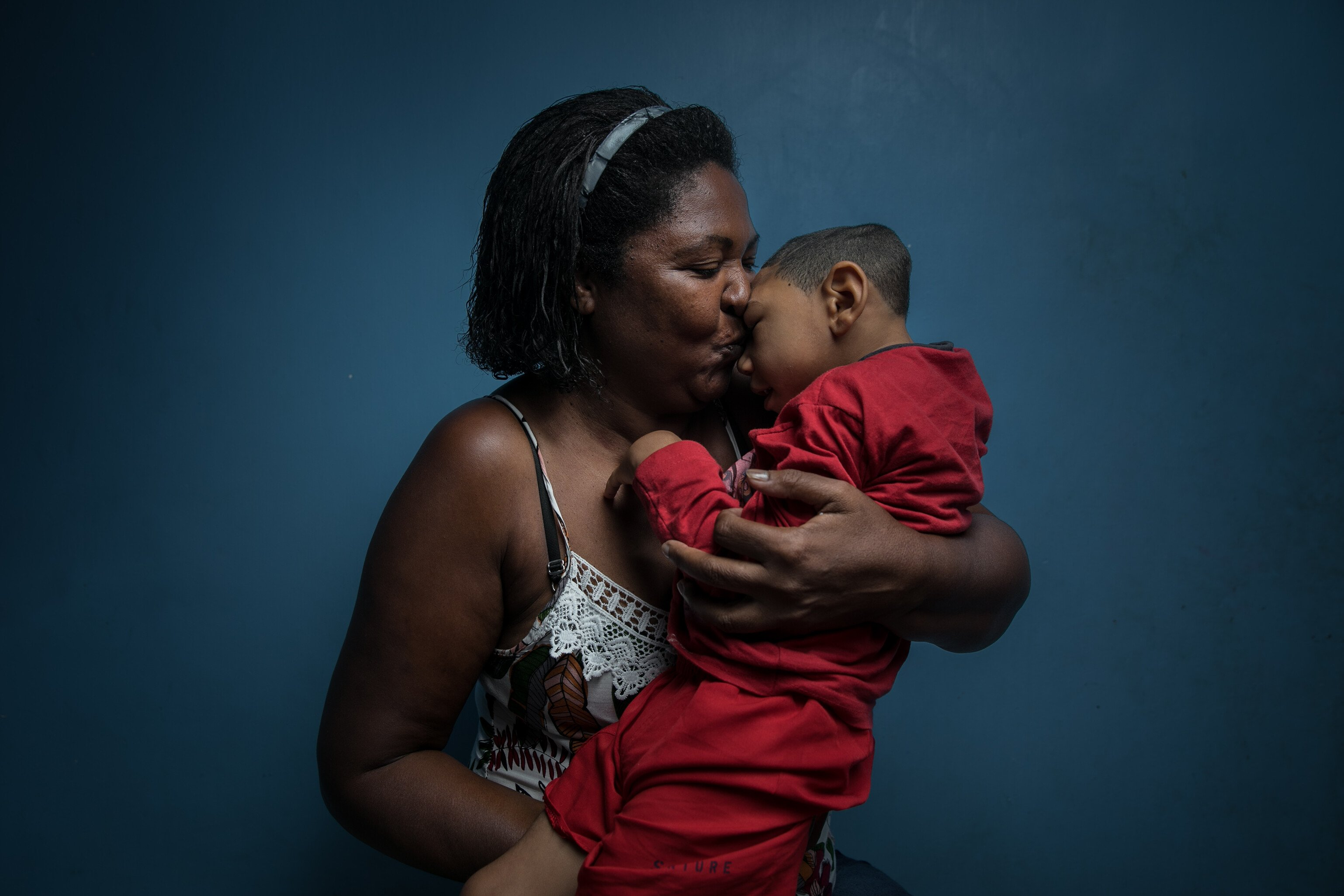
Мати, яка тримає свого сина, який народився з мікроцефалією імовірно через вертикально передану вірусу Зіка

Починаючи з 2015 року в світі спостерігали збільшення кількості народжуваних з синдромом мікроцефалії у деяких регіонах (зокрема, в Бразилії, Колумбії, тощо), що пов'язують із зараженням вагітних жінок |хворобою, яку спричинює вірус Зіка. Вважають, що вірус у такій ситуації здатний з організму зараженої потрапити через плаценту у плода і спричинити зменшення розмірів самого мозку та черепа. Зв'язок цієї хвороби з мікроцефалією у новонароджених, які народилися від інфікованих матерів, вважають найімовірнішим, про це свідчать результати розтину окремих померлих дітей з явищами мікроцефалія, проте фахівці з боротьби з поширенням інфекційних хвороб застерігають поки що від висновків про абсолютний зв'язок і наголошують на необхідності проводити подальші всеосяжні ґрунтовні комплексні дослідження.

## Лікування

Дитина з мікроцефалією під час сеансу фізичної реабілітації

Спеціального лікування мікроцефалії не існує. Лікування спрямоване на зменшення виникаючих проявів і є ситуативним.